# USS 리버티 사건

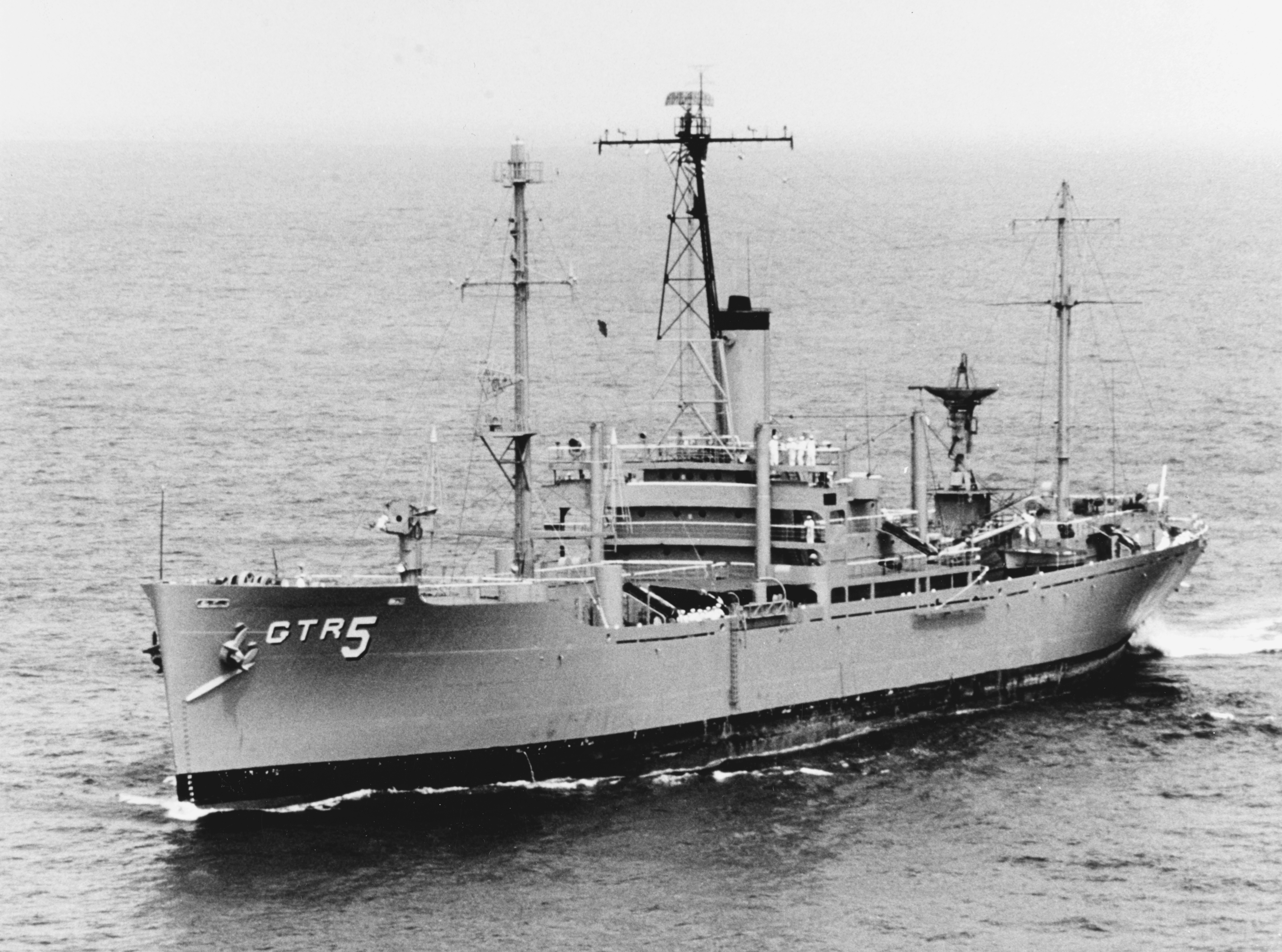
1967년 5월 촬영된 USS Liberty (AGTR-5)의 모습

USS 리버티 사건(USS Liberty incident)은 제3차 중동 전쟁 중이던 1967년 6월 8일 이스라엘 공군의 전투기와 이스라엘 해군의 고속어뢰정이 미 해군의 조사함인 USS 리버티를 공격한 사건이다. 당시 배는 아리시에서 북서쪽으로 약 47.2km 떨어진 시나이반도 북쪽의 국제수역에 있었으며 이스라엘 해공군에 의한 일련의 공격으로 인해 승조원 중 34명이 사망하고 171명이 부상을 입었으며 배는 대파되었다.
이스라엘 측은 곧 사죄의 뜻을 밝히며 USS 리버티를 이집트의 배로 착각해 오폭한 것이라고 해명하였고 미국 정부도 같은 결론을 내렸다. 그러나 일각에서는 이집트가 공격한 것으로 위장하여 미국을 전쟁에 끌어들이기 위한 이스라엘군의 술책이었다는 음모론의 소재가 되고 있다.

## 같이 보기
- 오폭